# Женуйё
Женуйё (фр. Genouilleux) — коммуна во Франции, находится в регионе Рона — Альпы. Департамент — Эн. Входит в состав кантона Туассе. Округ коммуны — Бурк-ан-Брес.
Код INSEE коммуны — 01169.

## География

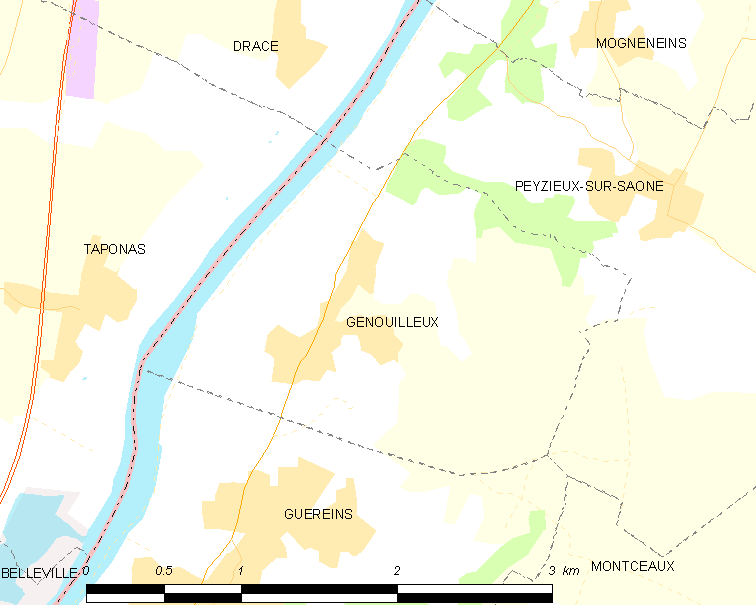
Карта коммуны

Коммуна расположена приблизительно в 360 км к юго-востоку от Парижа, в 45 км севернее Лиона, в 36 км к западу от Бурк-ан-Бреса.
На западе коммуны протекает река Сона.

## Климат
Климат полуконтинентальный с холодной зимой и тёплым летом. Дожди бывают нечасто, в основном летом.

## Население
Население коммуны на 2010 год составляло 609 человек.
| 1962 | 1968 | 1975 | 1982 | 1990 | 1999 | 2010 |
| ---- | ---- | ---- | ---- | ---- | ---- | ---- |
| 259  | 220  | 204  | 253  | 320  | 400  | 609  |

## Администрация
| Период | Период | Фамилия             | Партия | Примечания |
| ------ | ------ | ------------------- | ------ | ---------- |
| 1995   | 2001   | Габриель Вердье     |        |            |
| 2001   | 2008   | Ги Виньякур         |        |            |
| 2008   | 2010   | Надин Лавокат-Дюбюи |        |            |
| 2010   | 2020   | Робер Деплас        |        |            |

## Экономика
В 2010 году среди 391 человека трудоспособного возраста (15—64 лет) 325 были экономически активными, 66 — неактивными (показатель активности — 83,1 %, в 1999 году было 77,0 %). Из 325 активных жителей работали 310 человек (158 мужчин и 152 женщины), безработных было 15 (3 мужчин и 12 женщин). Среди 66 неактивных 29 человек были учениками или студентами, 24 — пенсионерами, 13 были неактивными по другим причинам.

## Достопримечательности
- Замок Шаваньё[фр.] (XII век). Исторический памятник с 1942 года[4]
- Церковь Св. Петра (XVIII век)